# Martinillo
Martinillo (Perù, 1518 – Siviglia, 1549) è stato un traduttore peruviano che, in quanto conoscitore del quechua e dello spagnolo esercitò le funzioni di interprete durante la Conquista dell'impero Inca e, successivamente durante il periodo coloniale del Perù.

## Origini
Il suo nome originario non è stato conservato e, nelle cronache dell'epoca, viene ricordato con il diminutivo di quello di Martín che gli venne dato dagli Spagnoli all'atto del suo ingresso tra le loro file.
Martinillo era nipote di Maicabilca, il "curaca" di Poechos e venne affidato a Francisco Pizarro durante la sua esplorazione in quelle terre. Egli stesso, in una "probanza" dei suoi meriti, successivamente indirizzata alla Corte spagnola avrà a dichiarare:
Martinillo aveva all'epoca poco più di quattordici anni e poiché Pizarro entrò nella regione di Poechos nel 1532, si presume sia nato nel 1518.

## Interprete della Conquista
Era assai abile con le lingue e padroneggiava l'idioma “sec”, parlato dalla sua gente, i “Tallan” e comprendeva il quechua, nella sua inflessione settentrionale. In pochi mesi riuscì a padroneggiare, sia pure approssimativamente il castigliano, tanto da essere impiegato da Hernando Pizarro, come interprete nella sua visita al campo di Atahuallpa.
Miguel de Estete, nella sua “Notizia del Perú”, assicura che fu lui ad accompagnare Vicente de Valverde quando il domenicano si presentò al sovrano inca tentando di impartirgli i rudimenti della fede cristiana. Gli altri conquistadores presenti all'avvenimento assicurano però che l'interprete, in questa occasione, fu un altro, il famoso Felipillo.
Martinillo, comunque ottenne la fiducia del sovrano prigioniero che si affidò a lui per comunicare a Pizarro la sua offerta di riscatto e per trattarne i tempi e le modalità.
Il nome di un tale Martín Pizarro figura tra i destinatari di questo riscatto e la circostanza ha indotto molti storici a ritenere che si trattasse dell'interprete indigeno, atteso che questi aveva ottenuto di fregiarsi del prestigioso nome del suo nuovo signore. Una ricerca più accurata ha però evidenziato che un altro spagnolo con questo nome, parente del Governatore, si trovava a Cajamarca e che, proprio a lui, si riferiva la nota in questione. Si tratta di Martìn Pizarro, nato a Trujillo nel 1507, passato nelle Indie nel 1530 e morto in Lima nel 1559. Del resto sarebbe stato esagerato pensare che un giovane indigeno, quindicenne, seppur meritevole, venisse ricompensato, per i suoi servigi, con una vera e propria fortuna.
Martinillo non era presente a Cajamarca quando l'Inca venne giustiziato. Aveva accompagnato Hernando de Soto in esplorazione per verificare alcune voci sulla presenza di un esercito ostile e la funzione di interprete, nella tragica circostanza, venne esercitata da Felipillo che successivamente sarebbe stato oggetto di infamanti accuse per questa sua mansione condotta, secondo alcuni, con aperta malafede.

## Carriera e benefici
Martinillo restò successivamente al fianco dei suoi nuovi padroni e li servì fedelmente distinguendosi anche in scontri cruenti durante la marcia verso il Cuzco, Quando Manco II venne eletto ad Inca supremo, il giovane interprete gli fu ostile, forse per reazione a Filipillo che considerava suo rivale e che aveva apertamente appoggiato la candidatura del nuovo sovrano.
Mentre Felipillo si era ormai allineato a Diego de Almagro, Martinillo si schierò incondizionatamente a fianco dei Pizarro che avrebbe servito fedelmente per tutta la vita.
La sua lealtà venne ricompensata e Pizarro, ormai governatore del Perù lo premiò con una ricca “encomienda” che fece di lui l'indigeno più ricco della nuova colonia. L'ambizione di Martinillo, da quel momento non conobbe limiti e la sua ansia di ispanizzarsi lo spinse a imitare in tutto e per tutto i suoi benefattori. Vestito all'europea si spostava solo a cavallo e giunse ad ottenere di sposare una donna spagnola, Luisa de Medina, da cui ebbe tre figli.

## Le guerre civili
Nelle guerre civili tra “conquistadores”, ovviamente si schierò con i Pizarro e dopo la morte di Francisco Pizarro ad opera degli almagristi,  raggiunse le file delle truppe governative e durante la battaglia di Chupas, tra Cristóbal Vaca de Castro e il figlio di Almagro, comandò, con valore, una schiera di truppe indigene. Il suo gesto gli procurò un riconoscimento ufficiale e un incremento della pur già notevole “encomienda” che possedeva.
Nelle successive dispute tra Gonzalo Pizarro e il potere regio rimase fedele al rappresentante della famiglia a cui si era legato e fu protagonista di una missione ufficiale che lo portò, addirittura, in Spagna. Si recò infatti presso Hernando Pizarro che era, all'epoca, detenuto per illustragli la situazione e per concordare una qualche azione per trasferire a Gonzalo il potere che era già stato di Francisco. La missione non ebbe esito e Martinillo poté rientrare in Perù solo nascostamente camuffandosi da schiavo.
Quando Gonzalo venne sconfitto, Martinillo cercò di passare inosservato e, per un certo tempo, vi riuscì. Nel 1548 venne addirittura incaricato di una missione ufficiale presso l'Inca di Vilcabamba, Sayri Tupac che gli Spagnoli cercavano di convincere ad abbandonare lo stato di aperta ribellione.

## Il crollo delle ambizioni
Al suo ritorno al Cuzco, però, le cose precipitarono per Martinillo. Un funzionario spagnolo, l'uditore Cianca, animato forse da qualche antica animosità, lo denunciò come seguace di Gonzalo Pizarro e l'inchiesta appurò che aveva servito nelle sue file in qualità di cavaliere e non di semplice interprete come aveva sempre sostenuto.
La condanna fu esemplare: duecento frustate nel Cuzco e cento in Lima e successivamente l'esilio perpetuo a Panama. Era la fine di tutte le ambizioni di Martinillo, ma il giovane indigeno cercò di giocare ancora una carta. Sopportato il supplizio e trasferito a Panamá, salpò per la Spagna con l'intenzione di perorare la sua causa presso la Corona. La moglie e una figlia lo raggiunsero a Siviglia, ma il suo fisico era ormai minato dalle sofferenze e dalla disperazione e morì tra le loro braccia, nel 1549, all'età di circa trent'anni.